# Sân bay Eindhoven
Sân bay Eindhoven (IATA: EIN, ICAO: EHEH) là một sân bay khu vực gần Eindhoven, Hà Lan. Năm 2007, sân bay này phục vụ 1,5 triệu lượt khách, là sân bay lớn thứ hai của Hà Lan (so với mức 48 triệu lượt khách của sân bay Schiphol).
Đây là một sân bay hỗn hợp quân sự và dân sự. Từ đệ nhất thế chiến đến mấy năm trước, sân bay này vẫn được gọi là Welschap.
Trong đệ nhị thế chiến, sân bay này bị bom oanh tạc nặng. Ngày 15 tháng 7 năm 1995, một chiếcC-130 Hercules rơi ở sân bay này làm cho 34 người thiết mạng.

## Các hãng hàng không và các tuyến điểm

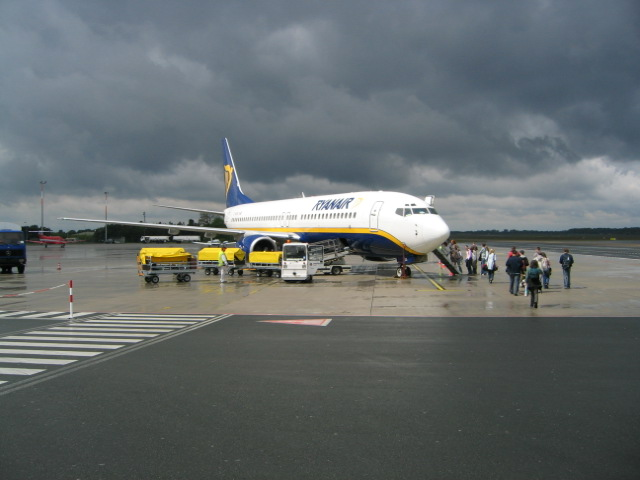
Boeing 737-800 của Ryanair tại sân bay Eindhoven

### Các hãng bay theo lịch trình
- Air France
  - operated by Airlinair (Paris-Orly)
  - operated by Cityjet (London-City)
- OLT (Hamburg)
- Iceland Express (Reykjavík-Keflavik)
- Ryanair (Dublin, Girona, London-Stansted, Madrid, Marseille, Milan-Bergamo, Pisa, Rome-Ciampino, Stockholm Skavsta, Valencia)
- transavia.com (Alicante, Faro, Málaga)
- Wizz Air (Budapest, Katowice)

### Các hãng thuê bao
- Corendon Airlines (Antalya)
- Dubrovnik Airlines (Pula)
- Freebird Airlines (Dalaman)
- Jetran Air (Lourdes)
- Onur Air (Bodrum, Antalya)
- Pegasus Airlines (Antalya)
- Sky Airlines (Antalya)
- transavia.com (Corfu, Kos, Rhodos, Heraklion, Dalaman, Bodrum, Antalya, Palma de Mallorca, Las Palmas, Tenerife, Hurghada)